# Elezioni legislative in Francia del 1842
Le elezioni legislative in Francia del 1842 per eleggere i 459 deputati della Camera dei deputati si sono tenute il 9 luglio. 
I risultati delle elezioni confermarono la maggioranza centro-destra che sosteneva il governo presieduto dal Maresciallo Jean-de-Dieu Soult ma in sostanza guidato da François Guizot, che il sovrano Luigi Filippo preferiva (pur mal sopportandolo) rispetto alla vasta coalizione formatasi dalla riunione di tutte le opposizioni, che ora chiedeva l'introduzione del suffragio universale sia per motivi ideali che scopi politici.

## Risultati
| Partito                           | Partito                   | Voti        | % (Seggi) | Seggi |
| --------------------------------- | ------------------------- | ----------- | --------- | ----- |
|                                   | Maggioranza conservatrice |             | 57,9      | 266   |
|                                   | Opposizione progressista  |             | 42,1      | 193   |
| Totale                            | Totale                    | Sconosciuti | 100       | 459   |
| Dati: Élections législatives 1842 |                           |             |           |       |